# Miguel Suárez
Miguel Gerardo Suárez Savino (ur. 1 czerwca 1993 w Tariji) – boliwijski piłkarz występujący na pozycji napastnika, obecnie zawodnik Bolívaru.

## Kariera klubowa
Suárez pochodzi z miasta Tarija i jako junior występował w tamtejszych drużynach Escuela Municipal, Independiente i Unión Tarija. W 2010 roku został zauważony przez wysłanników zespołu Club Bolívar z siedzibą w mieście La Paz i przeszedł do tej ekipy. W październiku tego samego roku przebywał na testach w FC Barcelona, jednak ostatecznie nie podpisał kontraktu z katalońskim klubem. W Liga de Fútbol Profesional Boliviano zadebiutował 30 listopada 2011 w przegranym 0:1 spotkaniu z Guabirą, natomiast dwa premierowe gole strzelił 5 lutego 2012 w wygranej 5:0 konfrontacji z Bloomingiem.

## Kariera reprezentacyjna
W seniorskiej reprezentacji Boliwii Suárez zadebiutował za kadencji hiszpańskiego selekcjonera Xabiera Azkargorty, 15 sierpnia 2012 w wygranym 2:0 meczu towarzyskim z Gujaną, w którym zdobył także pierwszego gola w kadrze narodowej.